# Biturix lanceolata
Biturix lanceolata är en fjärilsart som beskrevs av Walker 1856. Biturix lanceolata ingår i släktet Biturix och familjen björnspinnare. Inga underarter finns listade i Catalogue of Life.